# Macarthuria georgeana
Macarthuria georgeana är en tvåhjärtbladig växtart som beskrevs av G.J. Keighery. Macarthuria georgeana ingår i släktet Macarthuria och familjen Limeaceae. Inga underarter finns listade i Catalogue of Life.